# جیندای-زاکورا

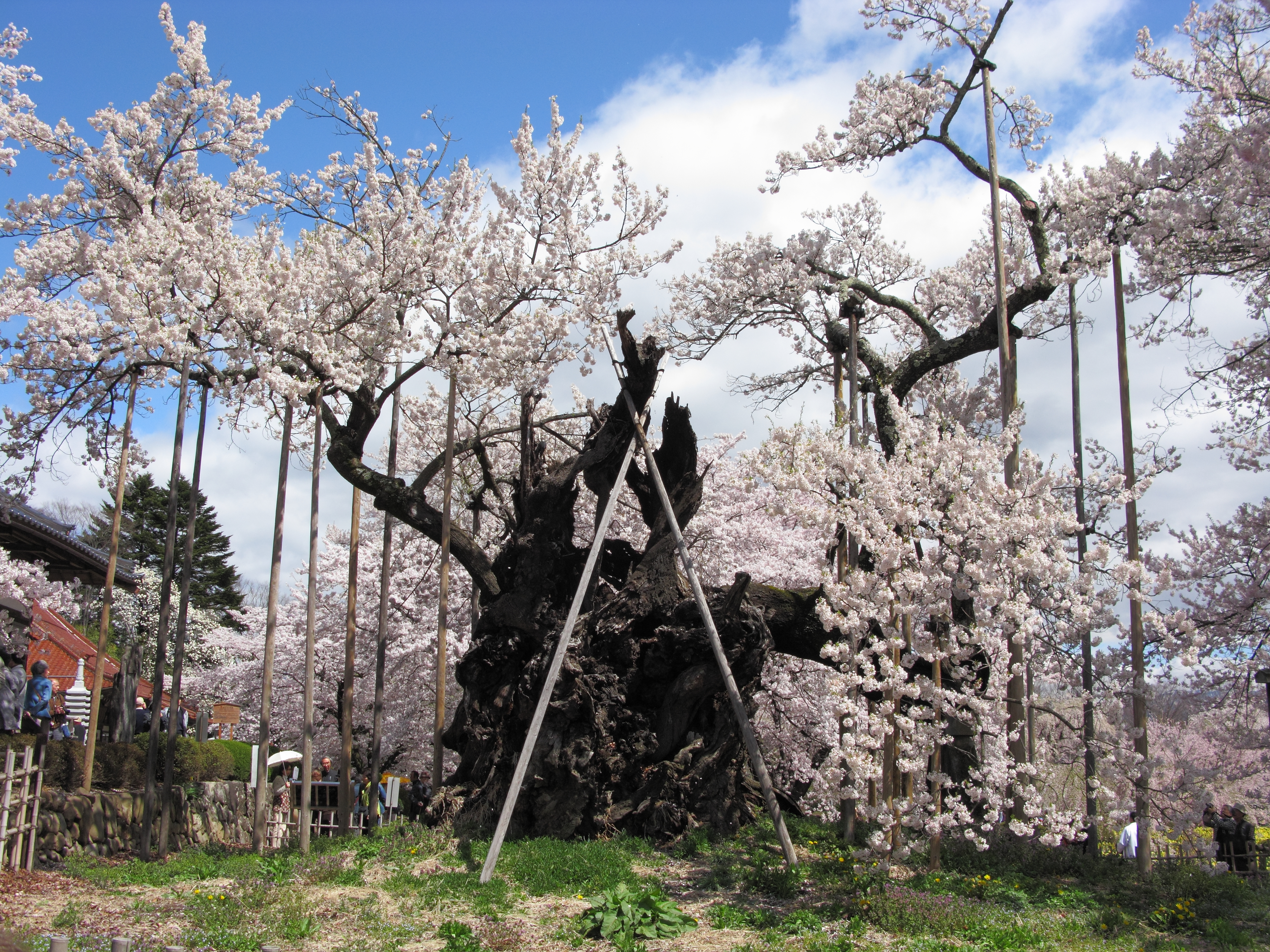
جیندای-زاکورا.

جیندای-زاکورا (به ژاپنی: 神代桜,  Jindai Zakura) نام یک تک درخت ساکورا در استان یاماناشی است این درخت بیش از ۲۰۰۰ سال عمر دارد و  کهن ترین درخت نوع ادوهیگان در ژاپن به شمار می‌رود. نام این درخت به عنوان یکی از گنجینه‌های گردشگری ژاپن ثبت شده‌است.        